# McLaren Driver Development Programme
Het McLaren Driver Development Programme, voorheen het McLaren Young Driver Programme, is een initiatief van het Formule 1-team McLaren om jong talent te ontwikkelen.
Het programma heeft bekend gestaan onder verschillende namen, afhankelijk van de naam waarmee McLaren destijds in de Formule 1 ingeschreven stond. Het bekendste lid van het programma was Lewis Hamilton, die in zijn kartperiode werd opgenomen in het team. Na vele successen kwam hij in de Formule 1 bij McLaren terecht, waar hij in 2008 wereldkampioen werd. In totaal heeft is zeven keer Formule 1-kampioen geworden.
Vier coureurs die in het programma hebben gezeten hebben ook in de Formule 1 bij McLaren gererden: naast Hamilton zijn dit Kevin Magnussen, Stoffel Vandoorne en Lando Norris. Een aantal coureurs uit het programma hebben ook bij diverse andere Formule 1-teams gereden.
Tussen 2019 en 2021 was het programma tijdelijk inactief aangezien de samenstelling van het Formule 1-team volgens bestuursvoorzitter Zak Brown stabiel genoeg was, waardoor het moeilijk zou worden om jonge coureurs een plek in de Formule 1 aan te bieden.

## Coureurs
- Coureurs vetgedrukt zijn nog aangesloten bij het McLaren Young Driver Programme. Coureurs schuingedrukt hebben minstens één Formule 1-race gereden.

| Coureur               | Jaren     |
| --------------------- | --------- |
| Alexander Albon       | 2010      |
| Brando Badoer         | 2024-25   |
| Ben Barnicoat         | 2010-15   |
| Tom Blomqvist         | 2012      |
| Gabriel Bortoleto     | 2023-24   |
| Bianca Bustamante     | 2024      |
| Sérgio Sette Câmara   | 2019      |
| Congfu Cheng          | 2003-06   |
| Alex Dunne            | 2024-25   |
| Nirei Fukuzumi        | 2016-17   |
| Giedo van der Garde   | 2006-10   |
| Wesley Graves         | 1998      |
| Lewis Hamilton        | 1998-2006 |
| Jack Harvey           | 2010      |
| Ryō Hirakawa          | 2023-24   |
| Ella Lloyd            | 2025      |
| Kevin Magnussen       | 2010-13   |
| Nobuharu Matsushita   | 2015-17   |
| Lando Norris          | 2017-18   |
| Patricio O'Ward       | 2023-25   |
| Álex Palou            | 2023      |
| Oliver Rowland        | 2007-10   |
| Martinius Stenshorne  | 2024-25   |
| Petri Suvanto         | 2010      |
| Andrew Tang           | 2012      |
| Oliver Turvey         | 2010-11   |
| Ugo Ugochukwu         | 2021-25   |
| Stoffel Vandoorne     | 2013-16   |
| Dries Van Langendonck | 2024-25   |
| Nyck de Vries         | 2010-18   |